# L'uomo dall'ombrello bianco
L'uomo dall'ombrello bianco (El hombre del paraguas blanco)  è un film del 1958 diretto da Joaquín Luis Romero Marchent.